# Skajboty
Skajboty [skai̯ˈbɔtɨ] (tiếng Đức: Skaibotten) là một ngôi làng thuộc khu hành chính của Gmina Barczewo, thuộc huyện Olsztyński, Warmińsko-Mazurskie, ở miền bắc Ba Lan. Nó nằm khoảng 6 kilômét (4 mi)   phía nam Barczewo và 13 km (8 mi) về phía đông của thủ đô khu vực Olsztyn.
Trước năm 1772, khu vực này là một phần của Vương quốc Ba Lan, 1772-1945 Phổ và Đức (Đông Phổ).